# Googol
Googol (czyt. gugol) – liczba równa 10100, czyli jedynka i sto zer w zapisie dziesiętnym.
Googol można przedstawić w formie tradycyjnej jako:
1 googol = 10100 = 10 000 000 000 000 000 000 000 000 000 000 000 000 000 000 000 000 000 000 000 000 000 000 000 000 000 000 000 000 000 000 000 000 000
Termin ten wymyślił w 1938 roku dziewięcioletni Milton Sirotta, siostrzeniec amerykańskiego matematyka Edwarda Kasnera, który zapytany przez swego wujka o nazwę dla bardzo dużej liczby, odpowiedział mu „googol”. Kasner ogłosił to pojęcie w swojej książce Matematyka i wyobraźnia (1940).
Googol jest w przybliżeniu równy 70! (≈ 1,2×10100), a jego czynnikami pierwszymi są tylko 2 i 5. Zapis binarny tej liczby zajmuje 333 bity. Liczba używana jest głównie jako pojęcie poglądowe w nauczaniu matematyki, m.in. Kasner na jego przykładzie przedstawiał różnicę między niewyobrażalnie wielką liczbą a nieskończonością.

## Fakty
Googol jest większy niż liczba atomów w znanym nam Wszechświecie, oceniana na około 1080 (porównaj hasło widzialny Wszechświat).
Nazwa wyszukiwarki internetowej Google pochodzi od liczby googol. Szukając nazwy dla nowego przedsięwzięcia, Larry Page poprosił kolegę z pokoju Seana Andersona o wypisywanie typów na tablicy. Przy którejś z sesji padła nazwa Googolplex. Sean natychmiast sprawdził domenę w skróconej formie w internecie i zarejestrował. Popełnił jednak błąd, wpisując znane wszystkim google.com, a nie googol.com, która była już w tym czasie zarejestrowana.